# Доброводы
Доброводы — поселение-протогород трипольской культуры IV тысячелетия до н. э. на территории Украины (Доброводы, Уманский район, Черкасская область).
При помощи аэрофотосъёмки удалось определить фортификационные сооружения города с кварталами и улицами, его общая площадь оценивается в 2,5 км² (250 га), а население — в 10 тыс. жителей. С такой оценкой входит в список самых населённых городов мира для того периода.